# دانشگاه کرندال
دانشگاه کراندال (به انگلیسی: Crandall University) یک دانشگاه خصوصی و علوم مقدماتی مسیحی در کانادا است. دانشگاه کراندال در ۱۹۴۹ تأسیس شده‌است.